# Xã Chili, Quận Hancock, Illinois
Xã Chili (tiếng Anh: Chili Township) là một xã thuộc quận Hancock, tiểu bang Illinois, Hoa Kỳ. Năm 2010, dân số của xã này là 657 người.